# Elliponeura
Elliponeura is een vliegengeslacht uit de familie van de halmvliegen (Chloropidae).

## Soorten
- E. debilis Loew, 1869
- E. diplotoxoides Becker, 1912